# Heinrich Geisberg

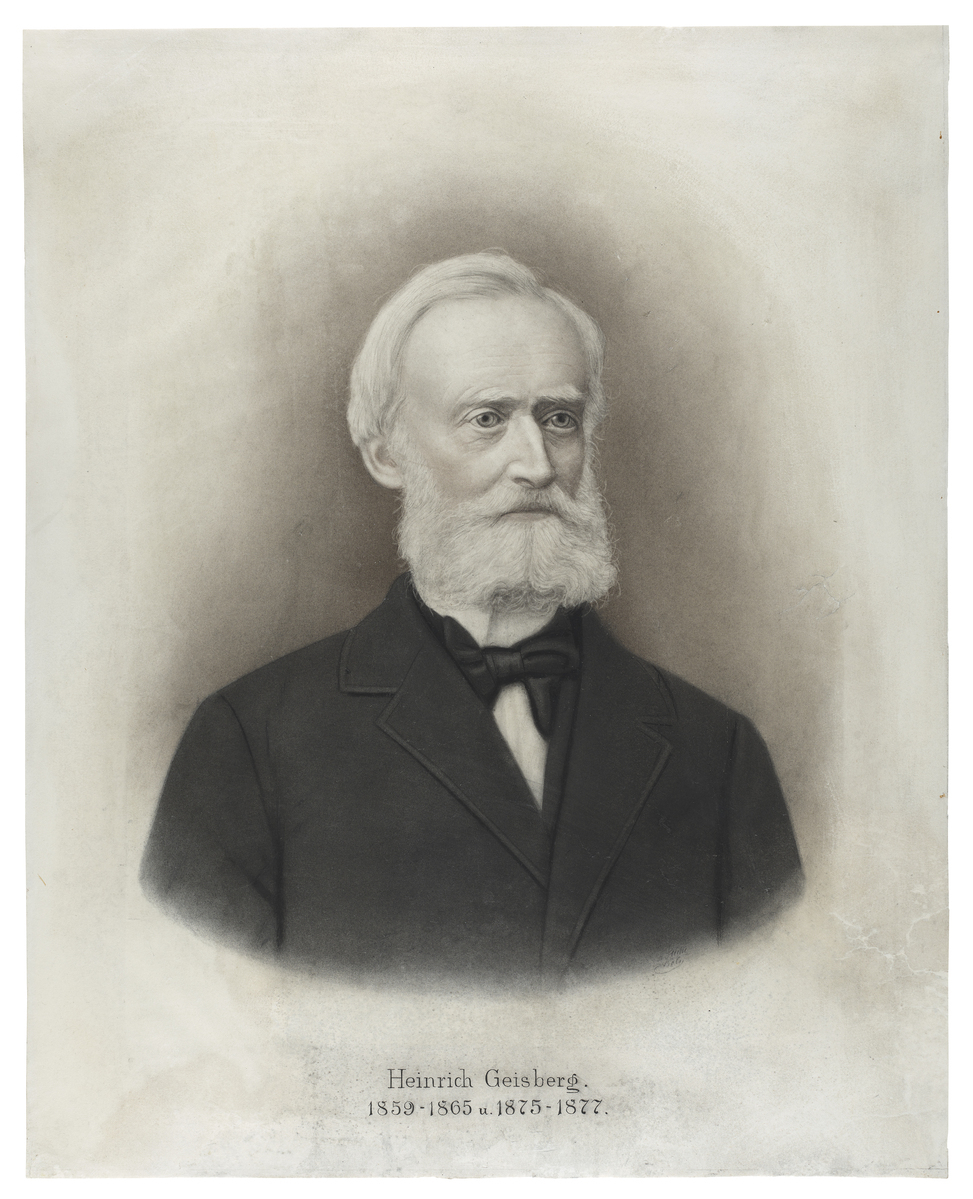
Heinrich Geisberg

Heinrich Engelbert Geisberg (* 17. September 1817 in Oelde, Provinz Westfalen; † 14. Mai 1895 in Münster) war ein deutscher Jurist, Stadtverordneter, Stadtarchivar und Stadthistoriker von Münster sowie von 1859 bis 1866 und von 1875 bis 1877 Vorsitzender des Vereins für Geschichte und Altertumskunde Westfalens, Abt. Münster.

## Leben
Heinrich Geisberg war ein Sohn des Juristen, Steuereinnehmers und Oelder Bürgermeisters Maximilian Friedrich Geisberg (1774–1831) und dessen Ehefrau Johanna, geborene Hüffer (1796–1827), einer Tochter des Münsteraner Professors Christoph Hüffer (1755–1792). Er wurde in eine katholische Familie mit sieben Kindern geboren. Die väterlichen Vorfahren waren seit Generationen Amtsrentmeister des heute zu Oelde zählenden Orts Stromberg gewesen. Nach dem frühen Tod der Eltern wurde sein Onkel Adolph Victor Geisberg (1779–1839) sein Vormund. Ein anderer Onkel väterlicherseits war Caspar Geisberg (1782–1868), Archivar am Oberlandgericht Münster und Stadtverordneter. Mütterlicherseits war der Münsteraner Verleger und Oberbürgermeister Johann Hermann Hüffer ein weiterer Onkel.
Nach schulischer Ausbildung auf dem Gymnasium Paulinum, wo Heinrich Geisberg 1834 das Abitur ablegte, studierte er Rechtswissenschaften. In Münster wurde er anschließend Auskultator (1840), Referendar (1845) und Gerichtsassessor beim Oberlandgericht (1852). Im Militärdienst bei der Preußischen Armee erklomm er 1843 den Rang eines Secondeleutnants, 1855 wurde er Premierleutnant der Landwehr (13. Regiment). Da ihm in Münster die Pflege seines Onkels Caspar oblag, verzichtete er 1865 auf die Annahme eines auswärtigen Richteramts. Stattdessen übernahm er 1865 das Amt eines Quästors und Sekretärs der Königlichen Akademie Münster. Ab 1866 wirkte er auch als Stadtverordneter. Nach dem Tod des Onkels wurde er 1870 Justiziar des Domkapitels Münster, ehe er 1883 wegen eines Gichtleidens um Versetzung in den Ruhestand nachsuchte. Bald darauf wurde ihm für seine Verdienste der Rote Adlerorden verliehen.
Am 4. April 1872 heiratete er Clara Josepha (Josephine) Augusta Boner (* 28. März 1840; † 27. Mai 1924 in Münster), eine Nichte des Trierer Domkapitulars Franz Xaver Boner (1801–1883). Das Paar bekam drei Kinder, Maria Josephine (1873–1933), Johanna Amalie Maria (*/† 1874) und den späteren Kunsthistoriker Max Geisberg.
Als Mitglied des Verein für Geschichte und Altertumskunde Westfalens, Abt. Münster versah er außer dem Vorsitz in den Jahren 1859 bis 1866 und 1875 bis 1877 auch Aufgaben eines Vereinsrendanten und Konservators der Sammlungen. Darüber hinaus fungierte er von 1875 bis 1877 als Mitherausgeber und Mitarbeiter der Zeitschrift für vaterländische Geschichte und Altertumskunde. Früh engagierte er sich für die Einrichtung eines öffentlichen Museums. Von 1855 bis 1889 war er Vorstandsmitglied im Westfälischen Kunstverein. Um 1874 wurde er als Nachfolger von Adolf Hechelmann (1837–1924) nebenamtlicher Stadtarchivar Münsters. Dieses Amt bekleidete nach seinem Tod Otto Hellinghaus.
Angeregt durch Franz Kuglers Geschichte der Baukunst (1856–1873), Wilhelm Lübkes Die mittelalterliche Kunst in Westfalen (1853) und Ludwig Lindenschmits Die Alterthümer unserer heidnischen Vorzeit (1858–1889) wandte sich Geisberg kunsthistorischen und urgeschichtlichen Themen zu. Sein historisches Hauptinteresse galt der Vor- und Stadtgeschichte Münsters, der Topografie und den Bauten, besonders dem Rathaus, dem Dom und dem Domkapitel, sowie den Münzen der Stadt. Ferner erstellte er bis 1877 ein biografisches Verzeichnis der Professoren, die an der Königlichen Akademie Münster gelehrt hatten. Schließlich verfasste er eine Geschichte der Familie Geisberg, die als 1905 gefertigte Abschrift seiner Ehefrau Augusta im Landesarchiv Nordrhein-Westfalen Abteilung Westfalen erhalten ist.

## Schriften (Auswahl)
- mit Caspar Geisberg: Das Leben des Grafen Godfried von Kappenberg und seine Klosterstiftung. In: Zeitschrift für vaterländische Geschichte und Alterthumskunde Westfalens. Neue Folge, Band 2 (Münster 1851), S. 309–373 (Digitalisat).
- Merkwürdigkeiten der Stadt Münster mit besonderer Berücksichtigung ihrer Kunstdenkmäler. Münster 1854 (danach mehrfach neu aufgelegt).
- Die Fehme. Eine Untersuchung über Namen und Wesen des Gerichts. Sonderdruck aus der Zeitschrift für vaterländische Geschichte und Alterthumskunde Westfalens, Band 19 (Münster 1858), S. 33–186.
- Ueber die in den neuen Rathhaussaal zu Münster aufzunehmenden Gemälde und Wappen. Regensberg, Münster 1862 (Sonderdruck aus der Zeitschrift für vaterländische Geschichte und Alterthumskunde Westfalens, Band 22).
- Die Farben im Stiftswappen von Münster. Regensberg, Münster 1864.
- Das Rathaus zu Münster, ein Baudenkmal gothischer Kunst. In: Zeitschrift für vaterländische Geschichte und Alterthumskunde Westfalens; Band 32 (Münster 1874), S. 3–110.
- Kurze Chronik der Stadt Münster. Regensberg, Münster 1889.
- Die Anfänge der Stadt Münster. Studien zur Geschichte ihrer Entstehung und ältesten Verfassung. In: Zeitschrift für vaterländische Geschichte und Alterthumskunde Westfalens, Band 48 (Münster 1890), S. 1–54.